# Butorides
Butorides là một chi chim trong họ Diệc.

## Hình ảnh

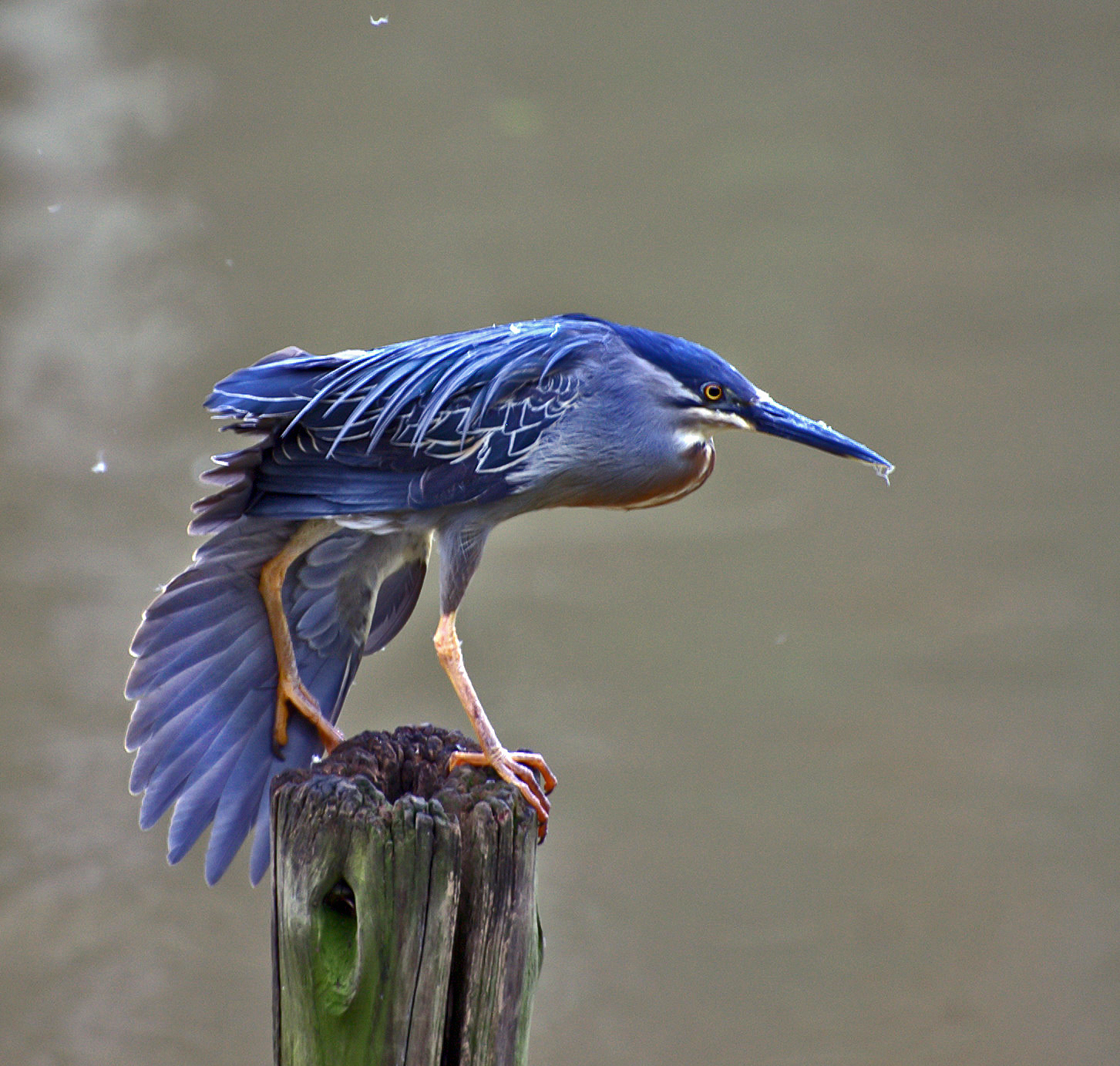
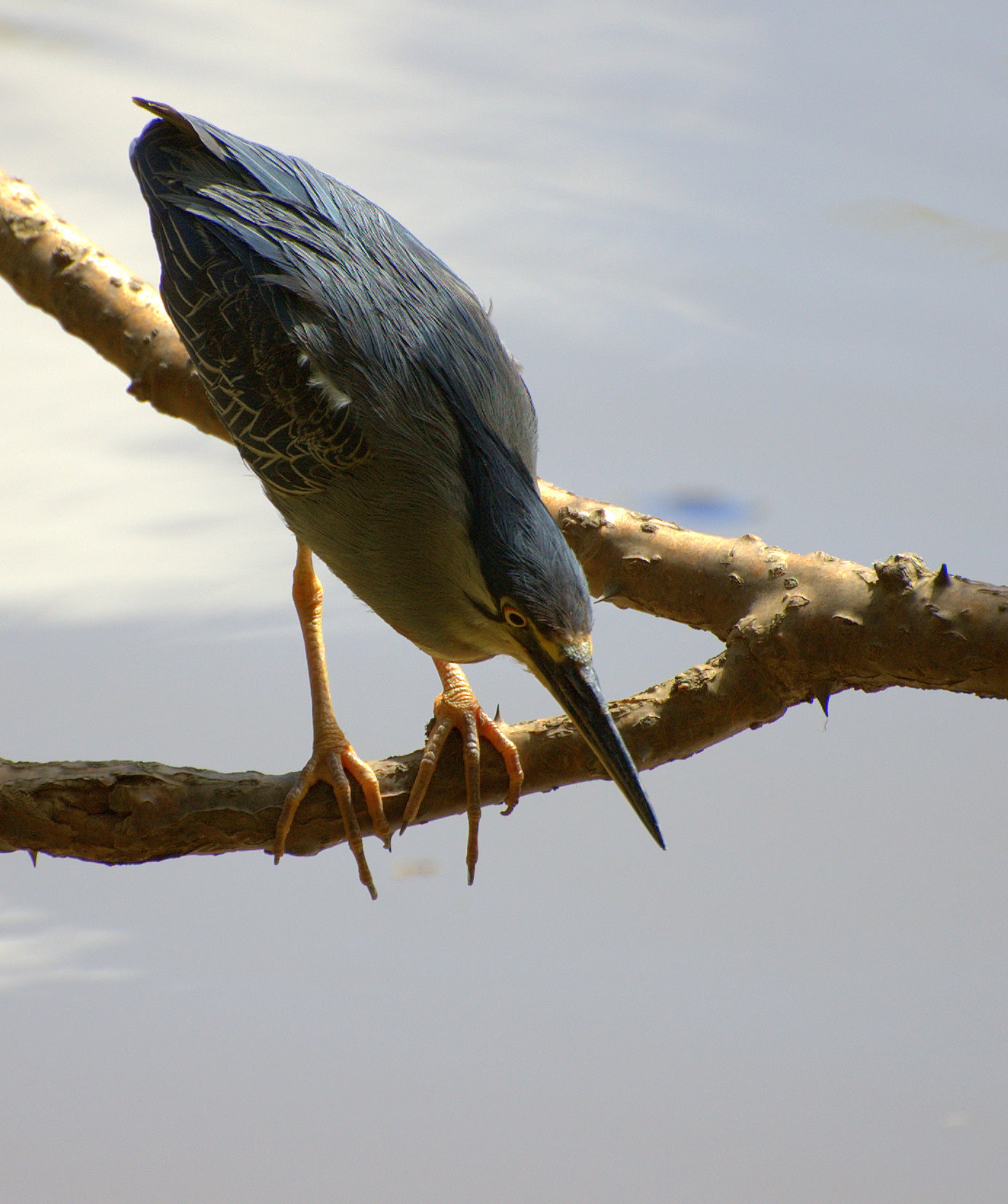
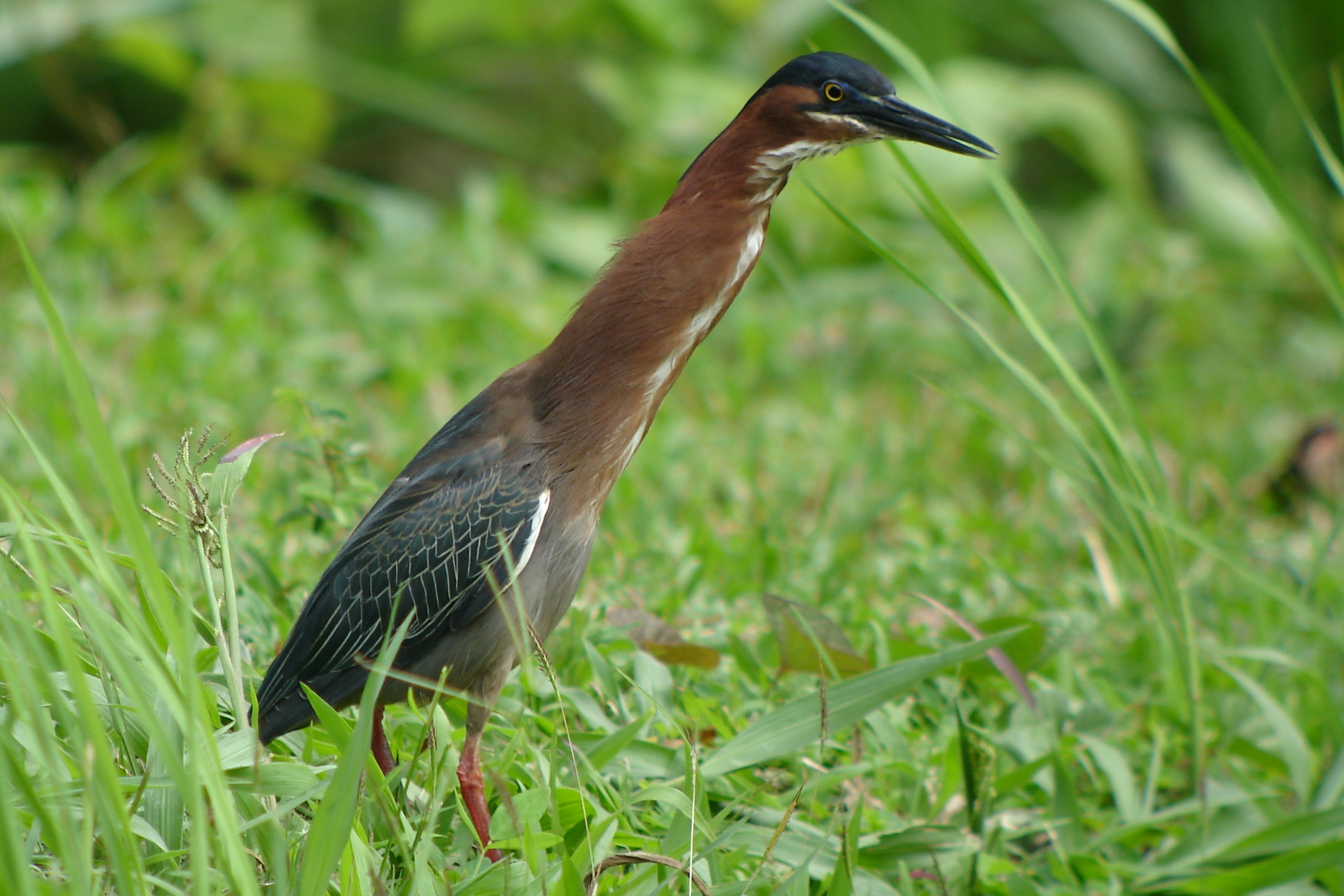
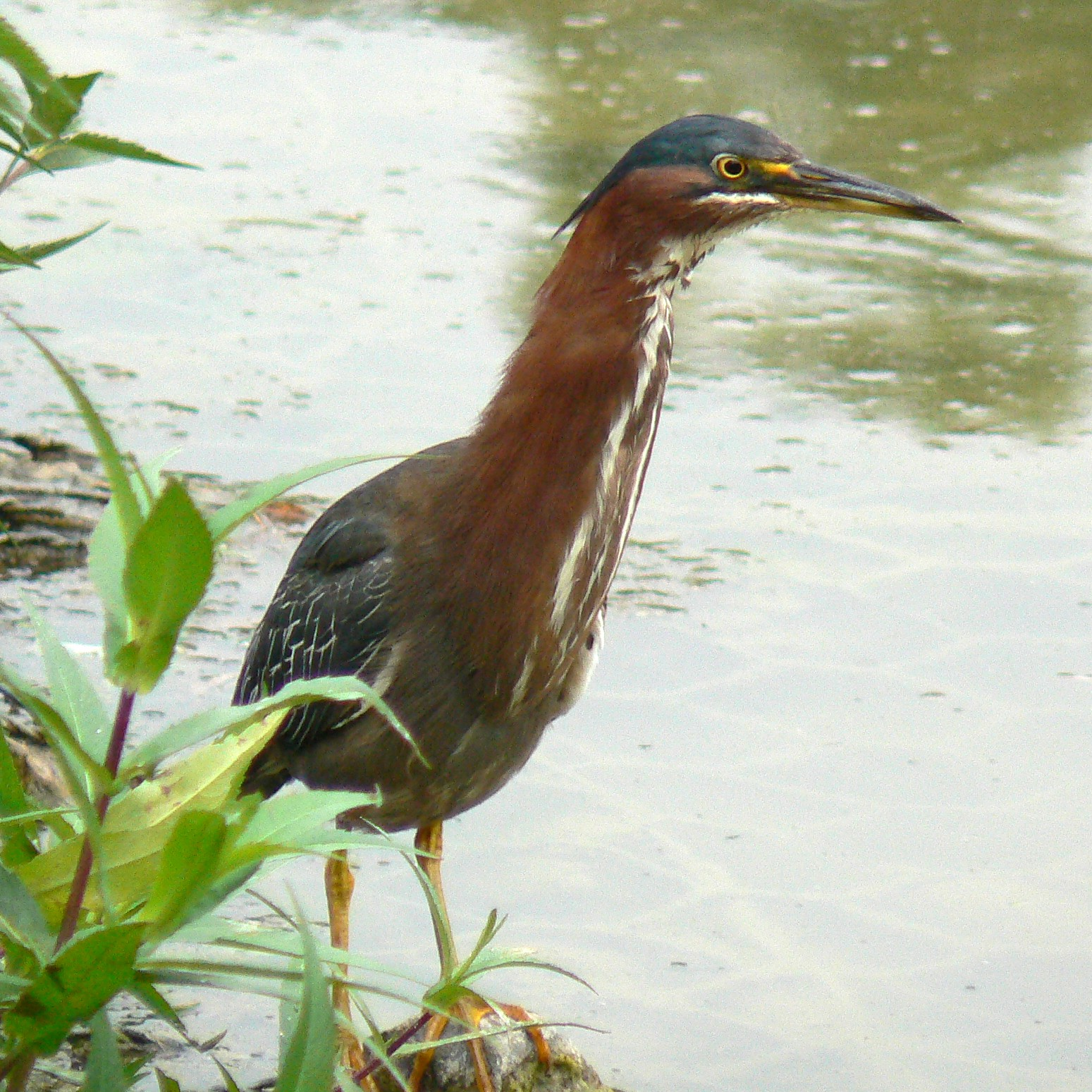
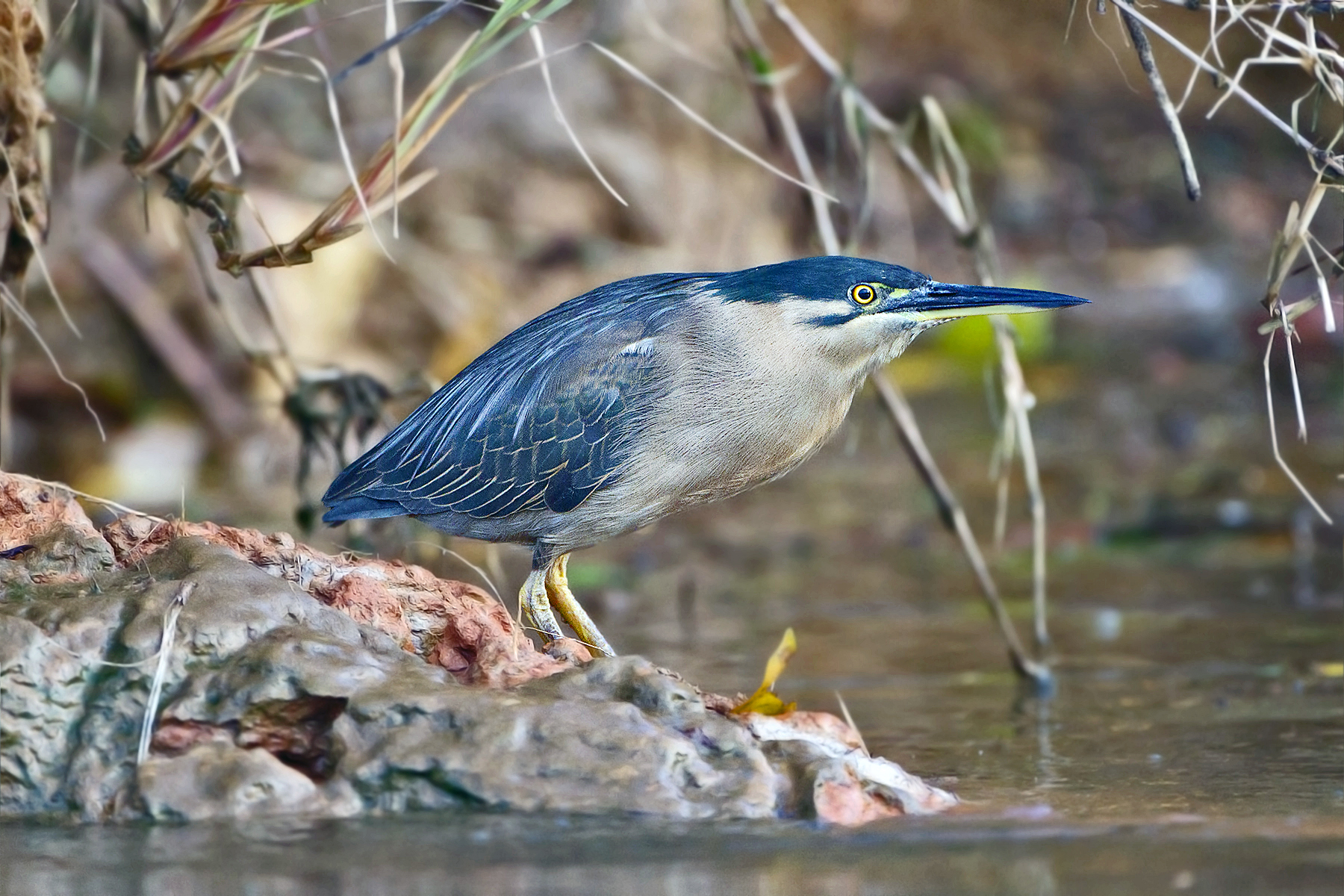
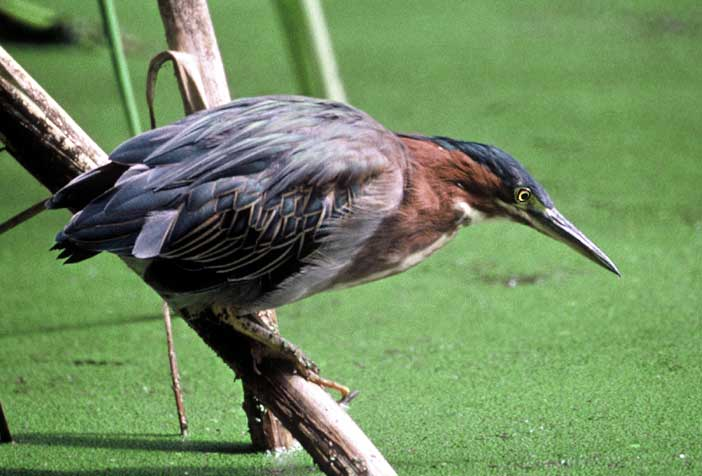
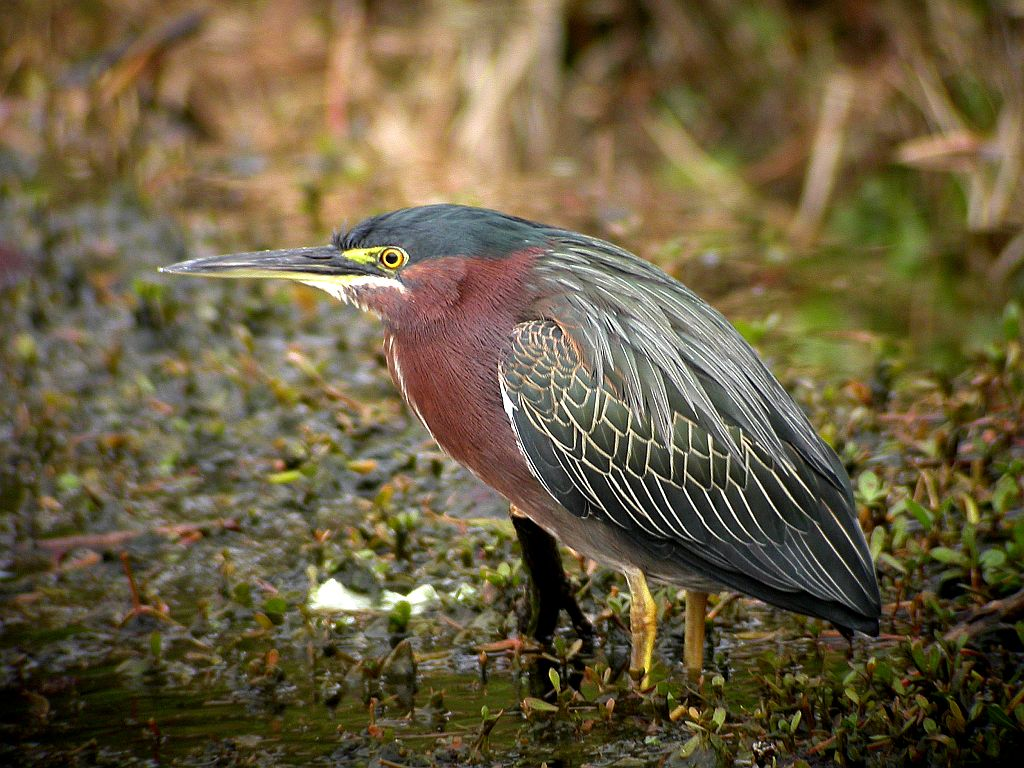

## Các loài
- Butorides virescens
- Butorides striata
- Butorides sundevalli